# Lista över kommuner i departementet Cher

Departementet Chers läge i Frankrike.

Detta är en lista över de 290 kommunerna i departementet Cher i Frankrike.
| Insee-nummer | Postnummer | Kommun                      |
| ------------ | ---------- | --------------------------- |
| 18001        | 18250      | Achères                     |
| 18002        | 18200      | Ainay-le-Vieil              |
| 18003        | 18220      | Les Aix-d'Angillon          |
| 18004        | 18110      | Allogny                     |
| 18005        | 18500      | Allouis                     |
| 18006        | 18340      | Annoix                      |
| 18007        | 18150      | Apremont-sur-Allier         |
| 18008        | 18340      | Arçay                       |
| 18009        | 18200      | Arcomps                     |
| 18010        | 18170      | Ardenais                    |
| 18011        | 18410      | Argent-sur-Sauldre          |
| 18012        | 18140      | Argenvières                 |
| 18013        | 18200      | Arpheuilles                 |
| 18014        | 18260      | Assigny                     |
| 18015        | 18700      | Aubigny-sur-Nère            |
| 18016        | 18220      | Aubinges                    |
| 18017        | 18600      | Augy-sur-Aubois             |
| 18018        | 18520      | Avord                       |
| 18019        | 18220      | Azy                         |
| 18020        | 18300      | Bannay                      |
| 18021        | 18210      | Bannegon                    |
| 18022        | 18260      | Barlieu                     |
| 18023        | 18800      | Baugy                       |
| 18024        | 18370      | Beddes                      |
| 18025        | 18320      | Beffes                      |
| 18026        | 18240      | Belleville-sur-Loire        |
| 18027        | 18520      | Bengy-sur-Craon             |
| 18028        | 18500      | Berry-Bouy                  |
| 18029        | 18210      | Bessais-le-Fromental        |
| 18030        | 18410      | Blancafort                  |
| 18031        | 18350      | Blet                        |
| 18032        | 18240      | Boulleret                   |
| 18033        | 18000      | Bourges                     |
| 18034        | 18200      | Bouzais                     |
| 18035        | 18220      | Brécy                       |
| 18036        | 18120      | Brinay                      |
| 18037        | 18410      | Brinon-sur-Sauldre          |
| 18038        | 18200      | Bruère-Allichamps           |
| 18039        | 18300      | Bué                         |
| 18040        | 18130      | Bussy                       |
| 18041        | 18360      | La Celette                  |
| 18042        | 18200      | La Celle                    |
| 18043        | 18160      | La Celle-Condé              |
| 18044        | 18120      | Cerbois                     |
| 18045        | 18130      | Chalivoy-Milon              |
| 18046        | 18190      | Chambon                     |
| 18047        | 18380      | La Chapelle-d'Angillon      |
| 18048        | 18150      | La Chapelle-Hugon           |
| 18049        | 18140      | La Chapelle-Montlinard      |
| 18050        | 18570      | La Chapelle-Saint-Ursin     |
| 18051        | 18250      | La Chapelotte               |
| 18052        | 18210      | Charenton-du-Cher           |
| 18053        | 18140      | Charentonnay                |
| 18054        | 18350      | Charly                      |
| 18055        | 18290      | Chârost                     |
| 18056        | 18800      | Chassy                      |
| 18057        | 18370      | Châteaumeillant             |
| 18058        | 18190      | Châteauneuf-sur-Cher        |
| 18059        | 18170      | Le Châtelet                 |
| 18060        | 18350      | Chaumont                    |
| 18061        | 18140      | Chaumoux-Marcilly           |
| 18062        | 18150      | Le Chautay                  |
| 18063        | 18190      | Chavannes                   |
| 18064        | 18120      | Chéry                       |
| 18065        | 18160      | Chezal-Benoît               |
| 18066        | 18290      | Civray                      |
| 18067        | 18410      | Clémont                     |
| 18068        | 18130      | Cogny                       |
| 18069        | 18200      | Colombiers                  |
| 18070        | 18260      | Concressault                |
| 18071        | 18130      | Contres                     |
| 18072        | 18350      | Cornusse                    |
| 18073        | 18190      | Corquoy                     |
| 18074        | 18300      | Couargues                   |
| 18075        | 18320      | Cours-les-Barres            |
| 18076        | 18210      | Coust                       |
| 18077        | 18140      | Couy                        |
| 18078        | 18190      | Crézançay-sur-Cher          |
| 18079        | 18300      | Crézancy-en-Sancerre        |
| 18080        | 18350      | Croisy                      |
| 18081        | 18340      | Crosses                     |
| 18082        | 18150      | Cuffy                       |
| 18083        | 18270      | Culan                       |
| 18084        | 18260      | Dampierre-en-Crot           |
| 18085        | 18310      | Dampierre-en-Graçay         |
| 18086        | 18200      | Drevant                     |
| 18087        | 18130      | Dun-sur-Auron               |
| 18088        | 18380      | Ennordres                   |
| 18089        | 18360      | Épineuil-le-Fleuriel        |
| 18090        | 18800      | Étréchy                     |
| 18091        | 18200      | Farges-Allichamps           |
| 18092        | 18800      | Farges-en-Septaine          |
| 18093        | 18360      | Faverdines                  |
| 18094        | 18300      | Feux                        |
| 18095        | 18350      | Flavigny                    |
| 18096        | 18500      | Foëcy                       |
| 18097        | 18110      | Fussy                       |
| 18098        | 18300      | Gardefort                   |
| 18099        | 18140      | Garigny                     |
| 18100        | 18310      | Genouilly                   |
| 18101        | 18150      | Germigny-l'Exempt           |
| 18102        | 18600      | Givardon                    |
| 18103        | 18310      | Graçay                      |
| 18104        | 18140      | Groises                     |
| 18105        | 18800      | Gron                        |
| 18106        | 18600      | Grossouvre                  |
| 18107        | 18200      | La Groutte                  |
| 18108        | 18150      | La Guerche-sur-l'Aubois     |
| 18109        | 18250      | Henrichemont                |
| 18110        | 18140      | Herry                       |
| 18111        | 18250      | Humbligny                   |
| 18112        | 18170      | Ids-Saint-Roch              |
| 18113        | 18350      | Ignol                       |
| 18114        | 18160      | Ineuil                      |
| 18115        | 18380      | Ivoy-le-Pré                 |
| 18116        | 18300      | Jalognes                    |
| 18117        | 18260      | Jars                        |
| 18118        | 18320      | Jouet-sur-l'Aubois          |
| 18119        | 18130      | Jussy-Champagne             |
| 18120        | 18140      | Jussy-le-Chaudrier          |
| 18121        | 18130      | Lantan                      |
| 18122        | 18340      | Lapan                       |
| 18123        | 18800      | Laverdines                  |
| 18124        | 18120      | Lazenay                     |
| 18125        | 18240      | Léré                        |
| 18126        | 18340      | Levet                       |
| 18127        | 18160      | Lignières                   |
| 18128        | 18120      | Limeux                      |
| 18129        | 18340      | Lissay-Lochy                |
| 18130        | 18170      | Loye-sur-Arnon              |
| 18131        | 18350      | Lugny-Bourbonnais           |
| 18132        | 18140      | Lugny-Champagne             |
| 18133        | 18400      | Lunery                      |
| 18134        | 18120      | Lury-sur-Arnon              |
| 18135        | 18170      | Maisonnais                  |
| 18136        | 18170      | Marçais                     |
| 18137        | 18290      | Mareuil-sur-Arnon           |
| 18138        | 18500      | Marmagne                    |
| 18139        | 18320      | Marseilles-lès-Aubigny      |
| 18140        | 18120      | Massay                      |
| 18141        | 18500      | Mehun-sur-Yèvre             |
| 18142        | 18200      | Meillant                    |
| 18143        | 18320      | Menetou-Couture             |
| 18144        | 18300      | Menetou-Râtel               |
| 18145        | 18510      | Menetou-Salon               |
| 18146        | 18300      | Ménétréol-sous-Sancerre     |
| 18147        | 18700      | Ménétréol-sur-Sauldre       |
| 18148        | 18120      | Méreau                      |
| 18149        | 18380      | Méry-ès-Bois                |
| 18150        | 18100      | Méry-sur-Cher               |
| 18151        | 18250      | Montigny                    |
| 18152        | 18160      | Montlouis                   |
| 18153        | 18170      | Morlac                      |
| 18154        | 18350      | Mornay-Berry                |
| 18155        | 18600      | Mornay-sur-Allier           |
| 18156        | 18220      | Morogues                    |
| 18157        | 18570      | Morthomiers                 |
| 18158        | 18390      | Moulins-sur-Yèvre           |
| 18159        | 18330      | Nançay                      |
| 18160        | 18350      | Nérondes                    |
| 18161        | 18600      | Neuilly-en-Dun              |
| 18162        | 18250      | Neuilly-en-Sancerre         |
| 18163        | 18250      | Neuvy-Deux-Clochers         |
| 18164        | 18600      | Neuvy-le-Barrois            |
| 18165        | 18330      | Neuvy-sur-Barangeon         |
| 18166        | 18390      | Nohant-en-Goût              |
| 18167        | 18310      | Nohant-en-Graçay            |
| 18168        | 18260      | Le Noyer                    |
| 18169        | 18200      | Nozières                    |
| 18170        | 18700      | Oizon                       |
| 18171        | 18200      | Orcenais                    |
| 18172        | 18200      | Orval                       |
| 18173        | 18130      | Osmery                      |
| 18174        | 18390      | Osmoy                       |
| 18175        | 18350      | Ourouer-les-Bourdelins      |
| 18176        | 18220      | Parassy                     |
| 18177        | 18130      | Parnay                      |
| 18178        | 18200      | La Perche                   |
| 18179        | 18110      | Pigny                       |
| 18180        | 18340      | Plaimpied-Givaudins         |
| 18181        | 18290      | Plou                        |
| 18182        | 18290      | Poisieux                    |
| 18183        | 18210      | Le Pondy                    |
| 18184        | 18140      | Précy                       |
| 18185        | 18380      | Presly                      |
| 18186        | 18120      | Preuilly                    |
| 18187        | 18370      | Préveranges                 |
| 18188        | 18400      | Primelles                   |
| 18189        | 18110      | Quantilly                   |
| 18190        | 18120      | Quincy                      |
| 18191        | 18130      | Raymond                     |
| 18192        | 18270      | Reigny                      |
| 18193        | 18170      | Rezay                       |
| 18194        | 18220      | Rians                       |
| 18195        | 18600      | Sagonne                     |
| 18196        | 18600      | Saint-Aignan-des-Noyers     |
| 18197        | 18200      | Saint-Amand-Montrond        |
| 18198        | 18290      | Saint-Ambroix               |
| 18199        | 18160      | Saint-Baudel                |
| 18200        | 18300      | Saint-Bouize                |
| 18201        | 18400      | Saint-Caprais               |
| 18202        | 18220      | Saint-Céols                 |
| 18203        | 18270      | Saint-Christophe-le-Chaudry |
| 18204        | 18130      | Saint-Denis-de-Palin        |
| 18205        | 18230      | Saint-Doulchard             |
| 18206        | 18110      | Saint-Éloy-de-Gy            |
| 18207        | 18400      | Saint-Florent-sur-Cher      |
| 18208        | 18240      | Sainte-Gemme-en-Sancerrois  |
| 18209        | 18200      | Saint-Georges-de-Poisieux   |
| 18210        | 18100      | Saint-Georges-sur-la-Prée   |
| 18211        | 18110      | Saint-Georges-sur-Moulon    |
| 18212        | 18340      | Saint-Germain-des-Bois      |
| 18213        | 18390      | Saint-Germain-du-Puy        |
| 18214        | 18100      | Saint-Hilaire-de-Court      |
| 18215        | 18320      | Saint-Hilaire-de-Gondilly   |
| 18216        | 18160      | Saint-Hilaire-en-Lignières  |
| 18217        | 18370      | Saint-Jeanvrin              |
| 18218        | 18340      | Saint-Just                  |
| 18219        | 18330      | Saint-Laurent               |
| 18220        | 18140      | Saint-Léger-le-Petit        |
| 18221        | 18190      | Saint-Loup-des-Chaumes      |
| 18222        | 18340      | Sainte-Lunaise              |
| 18223        | 18110      | Saint-Martin-d'Auxigny      |
| 18224        | 18140      | Saint-Martin-des-Champs     |
| 18225        | 18270      | Saint-Maur                  |
| 18226        | 18390      | Saint-Michel-de-Volangis    |
| 18227        | 18700      | Sainte-Montaine             |
| 18228        | 18310      | Saint-Outrille              |
| 18229        | 18110      | Saint-Palais                |
| 18230        | 18170      | Saint-Pierre-les-Bois       |
| 18231        | 18210      | Saint-Pierre-les-Étieux     |
| 18232        | 18370      | Saint-Priest-la-Marche      |
| 18233        | 18300      | Saint-Satur                 |
| 18234        | 18370      | Saint-Saturnin              |
| 18235        | 18220      | Sainte-Solange              |
| 18236        | 18190      | Saint-Symphorien            |
| 18237        | 18500      | Sainte-Thorette             |
| 18238        | 18360      | Saint-Vitte                 |
| 18239        | 18800      | Saligny-le-Vif              |
| 18240        | 18140      | Sancergues                  |
| 18241        | 18300      | Sancerre                    |
| 18242        | 18600      | Sancoins                    |
| 18243        | 18240      | Santranges                  |
| 18244        | 18290      | Saugy                       |
| 18245        | 18360      | Saulzais-le-Potier          |
| 18246        | 18240      | Savigny-en-Sancerre         |
| 18247        | 18390      | Savigny-en-Septaine         |
| 18248        | 18340      | Senneçay                    |
| 18249        | 18300      | Sens-Beaujeu                |
| 18250        | 18190      | Serruelles                  |
| 18251        | 18140      | Sévry                       |
| 18252        | 18270      | Sidiailles                  |
| 18253        | 18220      | Soulangis                   |
| 18254        | 18340      | Soye-en-Septaine            |
| 18255        | 18570      | Le Subdray                  |
| 18256        | 18260      | Subligny                    |
| 18257        | 18240      | Sury-près-Léré              |
| 18258        | 18300      | Sury-en-Vaux                |
| 18259        | 18260      | Sury-ès-Bois                |
| 18260        | 18350      | Tendron                     |
| 18261        | 18210      | Thaumiers                   |
| 18262        | 18300      | Thauvenay                   |
| 18263        | 18100      | Thénioux                    |
| 18264        | 18260      | Thou                        |
| 18265        | 18320      | Torteron                    |
| 18266        | 18160      | Touchay                     |
| 18267        | 18570      | Trouy                       |
| 18268        | 18190      | Uzay-le-Venon               |
| 18269        | 18260      | Vailly-sur-Sauldre          |
| 18270        | 18190      | Vallenay                    |
| 18271        | 18110      | Vasselay                    |
| 18272        | 18300      | Veaugues                    |
| 18273        | 18190      | Venesmes                    |
| 18274        | 18300      | Verdigny                    |
| 18275        | 18600      | Vereaux                     |
| 18276        | 18210      | Vernais                     |
| 18277        | 18210      | Verneuil                    |
| 18278        | 18360      | Vesdun                      |
| 18279        | 18100      | Vierzon                     |
| 18280        | 18110      | Vignoux-sous-les-Aix        |
| 18281        | 18500      | Vignoux-sur-Barangeon       |
| 18282        | 18800      | Villabon                    |
| 18283        | 18160      | Villecelin                  |
| 18284        | 18260      | Villegenon                  |
| 18285        | 18400      | Villeneuve-sur-Cher         |
| 18286        | 18800      | Villequiers                 |
| 18287        | 18300      | Vinon                       |
| 18288        | 18340      | Vorly                       |
| 18289        | 18130      | Vornay                      |
| 18290        | 18330      | Vouzeron                    |